# Metopina fragilis
Metopina fragilis är en tvåvingeart som beskrevs av Borgmeier 1969. Metopina fragilis ingår i släktet Metopina och familjen puckelflugor. Inga underarter finns listade i Catalogue of Life.